# Russian Fedora
Russian Fedora — существовавший с 2008 по 2019 годы проект по поддержке пользователей и разработчиков открытого ПО в России. Заявлялось, что основная цель проекта — обеспечить, чтобы Fedora (дистрибутив ОС Linux) полностью отвечала потребностям российских пользователей «из коробки». В рамках проекта разрабатывался RFRemix — версия дистрибутива Fedora, адаптированная для большинства пользователей.
Осенью 2019 года при выходе Fedora 31 было объявлено, что проект закрывается, так как «выполнил свою задачу на 100 %: все его наработки были приняты в официальные репозитории Fedora, а также RPM Fusion. Мейнтейнеры Russian Fedora теперь являются мейнтейнерами Fedora и RPM Fusion. Поддержка пользователей и пакетов будет продолжена в рамках материнского проекта Fedora».

## История создания
Изначально дистрибутив назывался Tedora и его созданием занимался Аркадий «Tigro» Шейн. Но 20 ноября 2008 года был запущен официальный проект Russian Fedora. Его организаторами являлись: команда проекта Fedora, компания Red Hat и VDEL, а также ВНИИНС им. В. В. Соломатина. Проект готовился к запуску с марта, когда в Москву приезжал президент и СЕО компании Red Hat Джим Вайтхёрст. Создание адаптированного для российских пользователей дистрибутива — это часть программы по развитию открытого программного обеспечения в России, который обсуждался в Министерстве информационных технологий РФ во время визита Вайтхёрста. Проект создаётся российскими разработчиками в соответствии с основными потребностями пользователей и условиями, создаваемыми в России для его распространения. В частности, учитывается, что в России до сих пор малое количество пользователей имеет доступ к высокоскоростному интернету, и создаётся возможность технической поддержки на русском языке, что значительно упрощает использование и обучение работе с системой.
Технологическим ядром Russian Fedora стала Лаборатория Linux ВНИИНС им. В. В. Соломатина. В рамках проекта к разработкам планируется привлекать студентов, аспирантов и молодых специалистов МИФИ. В дальнейшем планируется выпускать адаптированные дистрибутивы одновременно с выходом основных.
Начиная с 11-й версии Fedora респин сменил название на Russian Fedora Remix, для соответствия правилам Fedora, относительно использования торговой марки. 10 марта 2010 года в результате голосования был выбран официальный логотип проекта.
25 октября 2019 года было объявлено о закрытии проекта, все наработки переданы в основной проект, разработчики продолжают работать в рамках дистрибутива Fedora.

## Russian Enterprise Remix
3 сентября 2011 года было объявлено о планируемом выпуске новой сборки под названием «Russian Enterprise Remix» (или RERemix), основанной на пакетной базе Scientific Linux, который был выбран вместо CentOS из-за медленного развития второго. Дистрибутив рассчитан на установку на десктопные системы (например, в ВУЗы). Важным отличием от RFRemix является больший период поддержки — четыре года вместо одного у RFRemix.